# Frivolitet

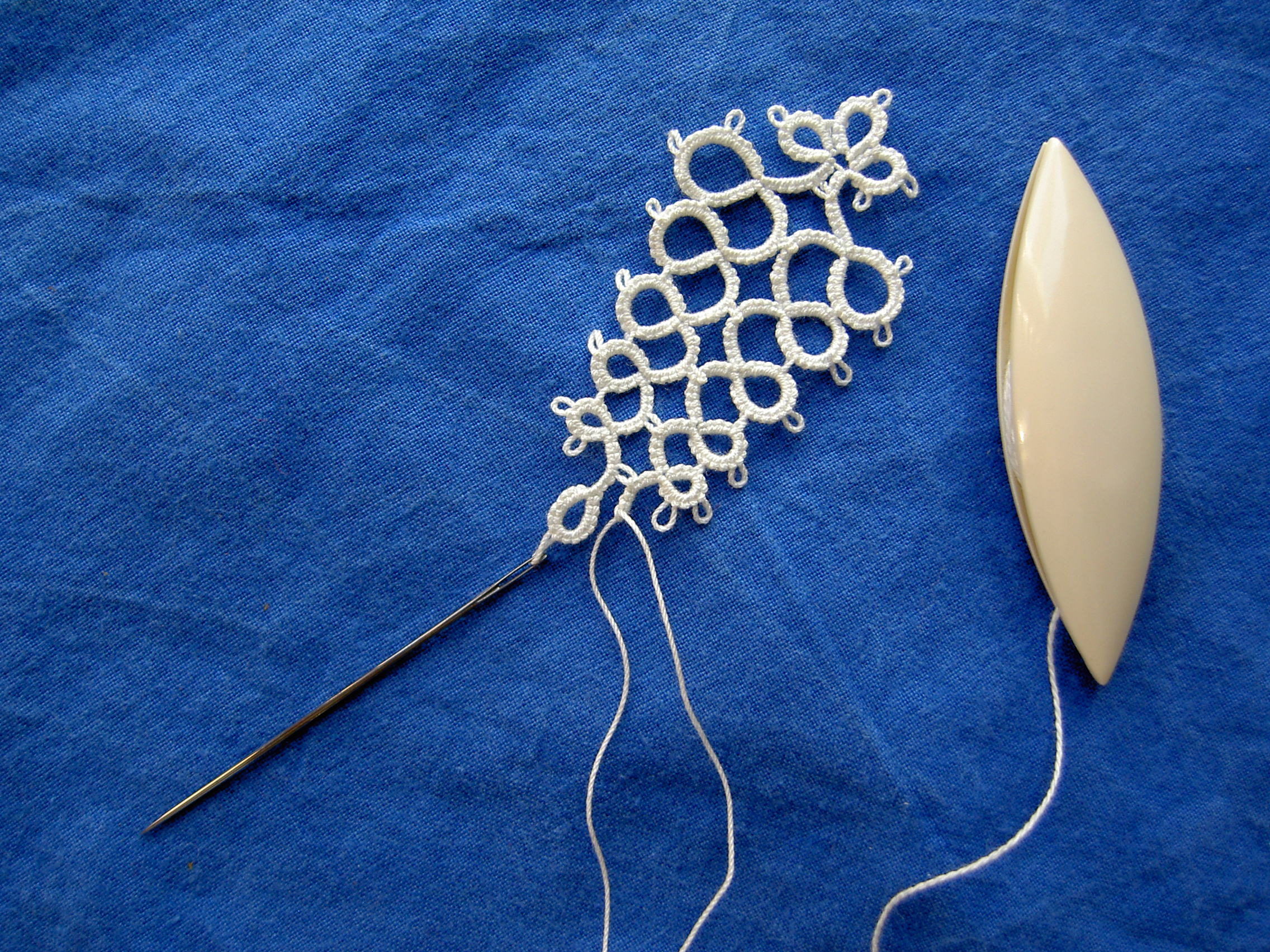
Frivolitet under utförande.

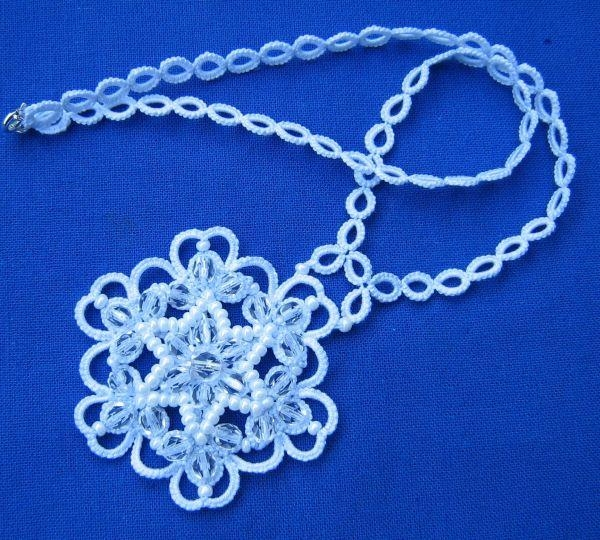
Halsband i frivolitet med integrerade pärlor kristaller.

Frivoliteter är ett spetsarbete där man med tråd knyter höger- och vänsterknutar över en hjälptråd, något som kallas för att slå frivoliteter. Genom att forma ringar och bågar bildas ett mönster. Ett mellanrum mellan knutarna bildar öglor (picoter), som används både som dekoration och för att sammanfoga olika delar med varandra. 
Knutarna görs med hjälp av en eller flera skyttlar som garnet är upplindat på.
Frivoliteter kan användas för att skapa spetsbårder, dukar, kragar och dekorationer, men även smycken som örhängen och halsband och andra dekorativa föremål.

## Etymologi
Ordet frivoliteter kommer från den franska ordet för lättsinnig, frivole. På tyska heter frivoliteter "schiffchenarbeit" som betyder "den lilla båtens arbete", något som syftar på den båtformade skytteln som garnet är upplindat på. På finländska heter frivoliteter "sukkulapitsi" och betyder skyttelspets, på italienska för "chiacchierino" som betyder pratsam och på engelska för "tatting".

## Historia
Det går inte säkert att fastslå när och hur hantverket uppkom men mycket tyder på att tekniken uppkom under första hälften av 1800-talet. Det kan ha utvecklats gradvis från det knutarbete (knotting) som var populärt på 1700-talet. Flera porträtt från 1700- och 1800-talet visar damer som slår knutar med hjälp av en skyttel som är väsentligt större än den skyttel som används för frivoliteter idag. Dessa skyttlar var öppna i båda ändarna, medan skyttlar för frivoliteter är stängda. Den tråd med knutar som då producerades användes till broderi.

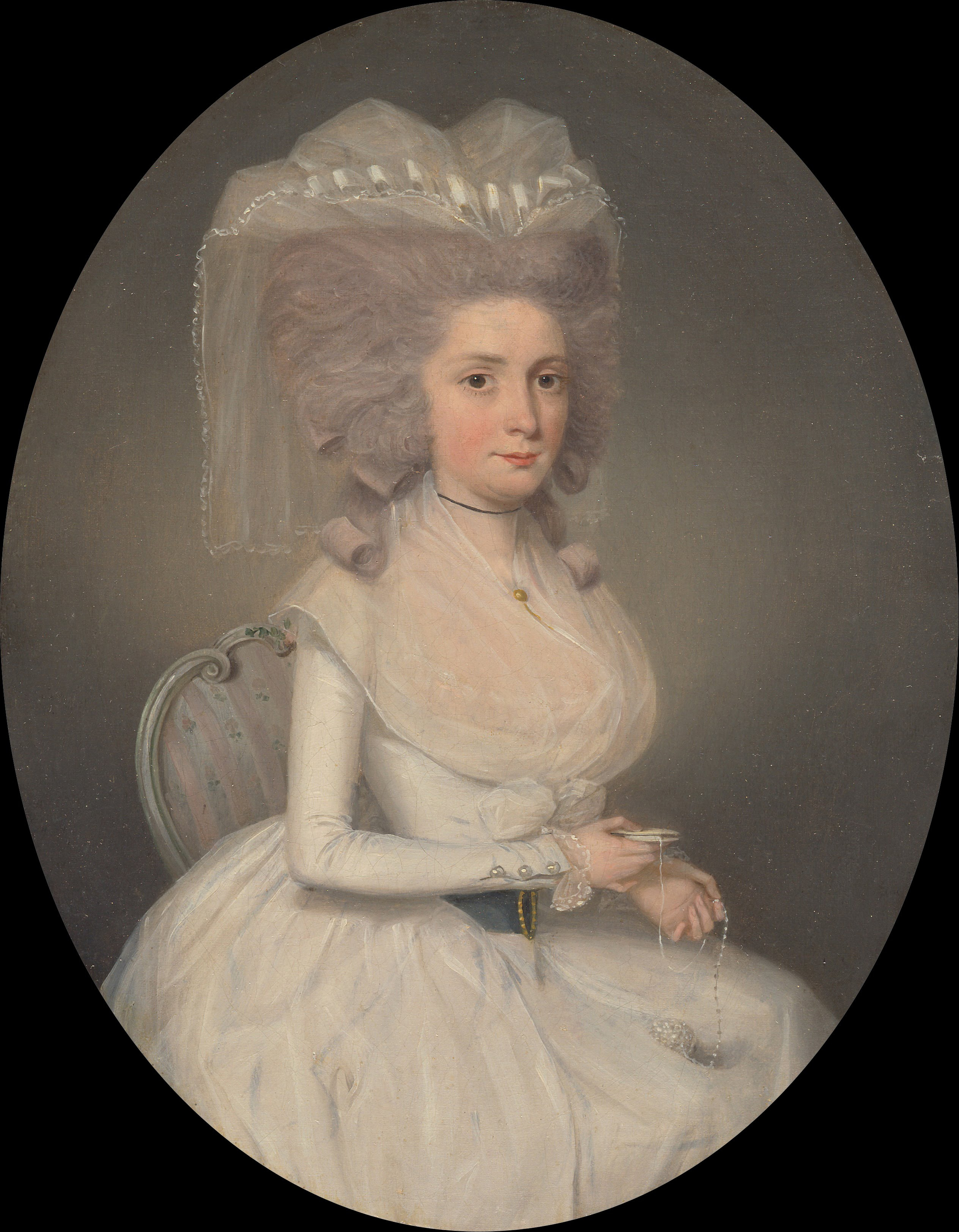
Målning av Margot Weatley utförd av Francis Alleyne 1786. Hon knyter en lång rad med knutar med hjälp av en skyttel.

Tekniken kan också ha utvecklats från makrame eller någon form av dekorativt knytningsarbete med rep eller fiskegarn.
Frivoliteter har varit populärt i omgångar och under 1920-talet var det ett vanligt och omtyckt terapiarbete för båda herrar och damer på landets sanatorier. Det har sedan dess fallit i glömska tills Sara Lawergren publicerade sina mönster i boken Frivolitetsmönster 1955 och Gun Blomqvist och Elwy Persson publicerade sina i boken Frivoliteter 1967.
Med internet är det allt fler som lär sig tekniken och utvecklar hantverket genom att göra nya mönster, integrera pärlor och hittar nya användningsområden.

## Material och teknik

### Teknik
För att göra frivoliteter hålls tråden runt den ena handen medan skytteln hanteras av den andra. Inga andra hjälpmedel än tråd, händer och skyttel behövs utom i de fall skytteln inte har någon udd eller krok. Då kan en tunn virknål vara till hjälp vid sammanfogningen av olika mönsterelement.

### Verktyg
Skyttlarna kan vara av varierande material; guld, silver, trä, ben, elfenben, sköldpadd, metall, pärlemor och på senare tid celluloid och plast. De kan vara rikt utsmyckade, besatta med ädelstenar, handgjorda och unika och är idag eftertraktade samlarföremål – även för de som inte slår frivoliteter. Storleken kan variera men idag är de oftast 66–76 mm långa. Skyttlar har ofta en krok eller udd i ena änden till hjälp med sammanfogning av mönsterdelar.

Frivolitetsskyttlar i olika utföranden. Trä, ben, metall, sköldpadd och plast.

### Tråd
Eftersom man i frivoliteter skapar spets genom att knyta dubbelknutar över en tråd och därefter dra ihop dem måste garnet man använder vara jämnt och utan knutar eller ojämnheter. Det bör inte ha en tendens att tvinna upp sig. Vanligast är att man använder en merceriserad bomullstråd av god kvalitet. Dessa finns i flera olika grovlekar och i många olika färger. 

## Frivoliteter med nål

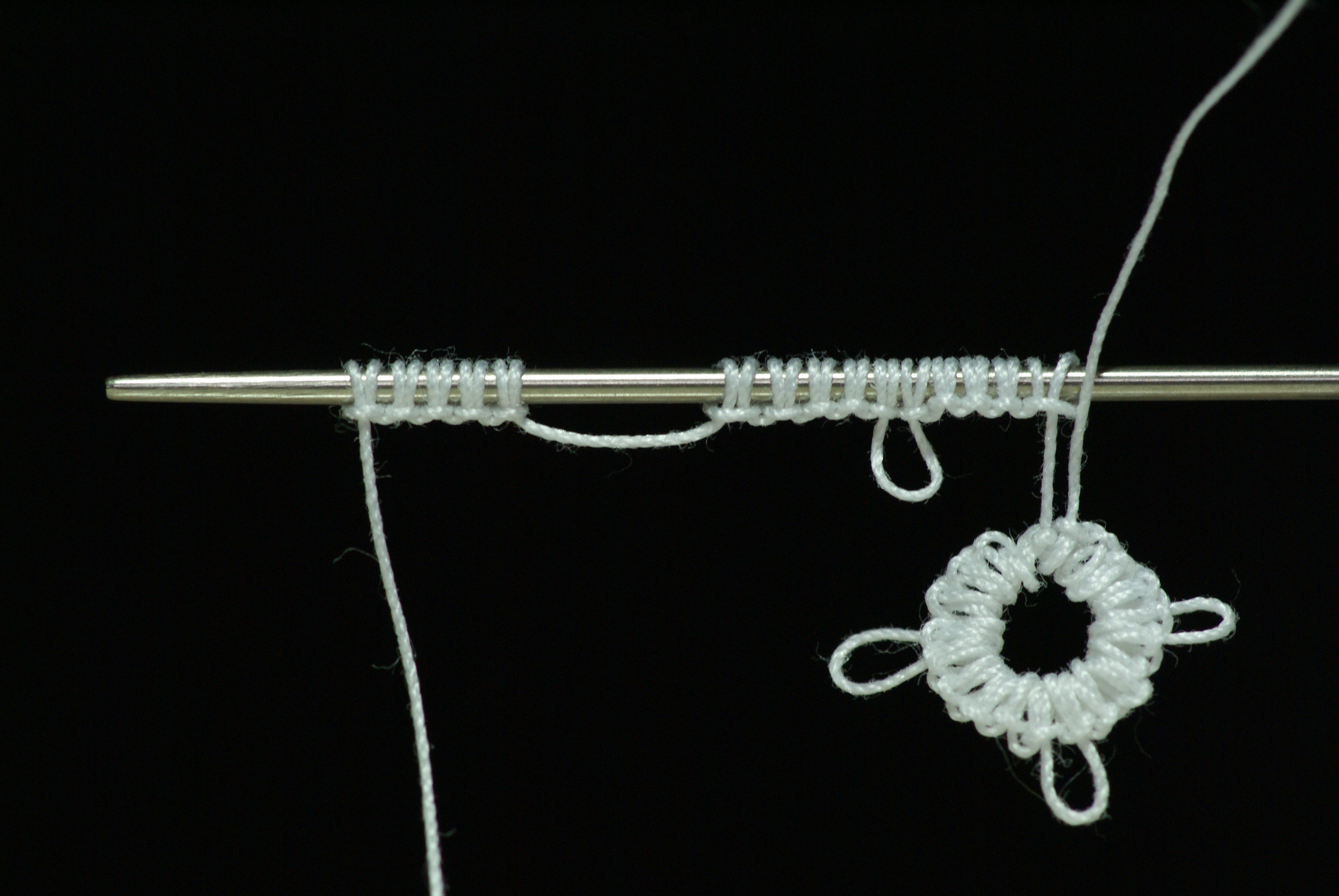
Frivoliteter utförda med nål. Här en färdig ring med fem dubbelknutar i fyra grupper avdelade med en picot mellan varje grupp. En ofärdig ring är fortfarande kvar på nålen.

Frivoliteter kan också göras med nål, men tekniken är då annorlunda jämfört med om den utförs med skyttel. En frivolitetsnål är en lång trubbig nål som är jämn i bredd över hela nålen och som inte ändrar storlek över nålsögat. De finns i flera storlekar och nålen måste motsvara tjockleken av den tråd man väljer.   